# Guy Liljegren
Guy Liljegren es un deportista sueco que compitió en vela en la clase Finn.
Ganó dos medallas en el Campeonato Mundial de Finn, en los años 1973 y 1974, y tres medallas en el Campeonato Europeo de Finn entre los años 1969 y 1974.

## Palmarés internacional
| Campeonato Mundial | Campeonato Mundial          | Campeonato Mundial | Campeonato Mundial |
| Año                | Lugar                       | Medalla            | Clase              |
| ------------------ | --------------------------- | ------------------ | ------------------ |
| 1973               | Brest (Francia)             | Medalla de bronce  | Finn               |
| 1974               | Long Beach (Estados Unidos) | Medalla de plata   | Finn               |
| Campeonato Europeo |                             |                    |                    |
| Año                | Lugar                       | Medalla            | Clase              |
| 1969               | Warnemünde (RDA)            | Medalla de bronce  | Finn               |
| 1970               | Dublín (Irlanda)            | Medalla de plata   | Finn               |
| 1974               | Niendorf (RFA)              | Medalla de oro     | Finn               |